# North Miami (Oklahoma)
North Miami es un pueblo ubicado en el condado de Ottawa en el estado estadounidense de Oklahoma. En el año 2010 tenía una población de 374 habitantes y una densidad poblacional de 748 personas por km².

## Geografía
North Miami se encuentra ubicado en las coordenadas 36°55′7″N 94°52′49″O / 36.91861, -94.88028 (36.918564, -94.880402).

## Demografía
Según la Oficina del Censo en 2000 los ingresos medios por hogar en la localidad eran de $23,125 y los ingresos medios por familia eran $30,521. Los hombres tenían unos ingresos medios de $26,806 frente a los $17,708 para las mujeres. La renta per cápita para la localidad era de $10,087. Alrededor del 15.9% de la población estaban por debajo del umbral de pobreza.